# Bombament de Núbia

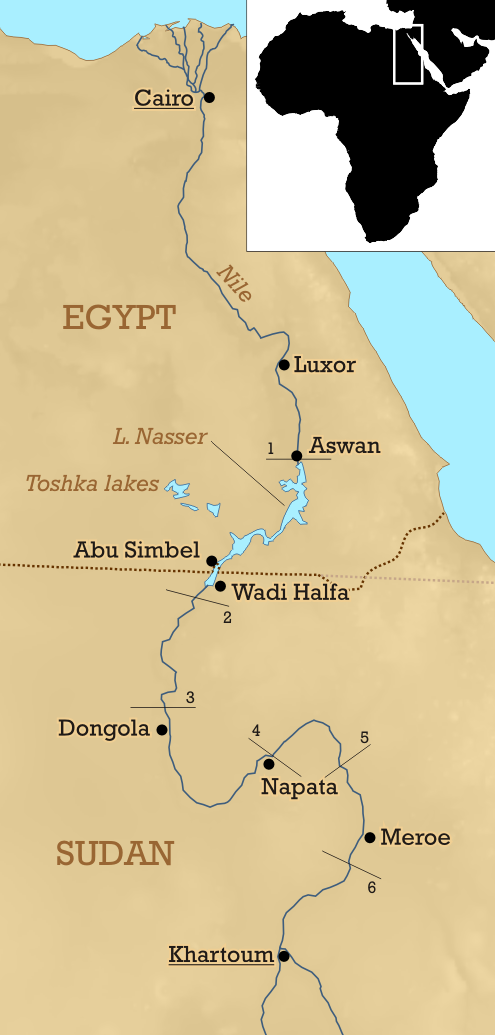
Les sis cascades del Nil, que flueix pel bombament de Núbia

El bombament de Núbia és un aixecament geològic estructural del nord d'Àfrica que s'estén principalment d'est a oest i separa el baix Nil, a Egipte, de la conca del Sudan. L'activitat geològica del bombament, que encara perdura, es remunta a principis del Mesozoic. El Nil flueix pel bombament a través de fractures i falles. Quatre de les sis cascades del Nil es troben a la zona on el riu travessa l'aixecament.